# Huapacal 1.ª Sección (Jalpa de Méndez)
Huapacal 1.ª Sección es una ranchería del municipio de Jalpa de Méndez ubicado en la subregión centro del estado mexicano de Tabasco.

## Geografía
La localidad de Huapacal 1.ª Sección se sitúa en las coordenadas geográficas 18°12′06″N 93°08′27″O / 18.201667, -93.140833, a una elevación de 7 metros sobre el nivel del mar.

## Demografía
Según el Conteo de Población y Vivienda 2020, efectuado por el Instituto Nacional de Estadística y Geografía, la localidad de Huapacal 1.ª Sección tiene 1,570 habitantes, de los cuales 776 son del sexo masculino y 794 del sexo femenino. Su tasa de fecundidad es de 2.25 hijos por mujer y tiene 411 viviendas particulares habitadas.
| Gráfica de evolución demográfica de Huapacal 1.ª Sección entre 1910 y 2020 |
|                                                                            |
| INEGI.                                                                     |